# Giuseppe Maria Gravina
Giuseppe Maria Gravina (* 19. März 1702 in Palermo; † 1780 in Modena) war ein italienischer Jesuit.

## Leben
Giuseppe Maria Gravina trat in seinem 14. Lebensjahr am 21. Oktober 1716 in den Jesuitenorden ein. Nachdem er sein Studium beendet und seine Gelübde abgelegt hatte, widmete er sich dem Lehrfach. Er erteilte neun Jahre in den Humanitätswissenschaften und in der Philosophie sowie 17 Jahre in der Theologie Unterricht. Eine Zeitlang war er Studienpräfekt im Jesuitenkolleg von Palermo. Er wirkte später auch in anderen Kollegs seines Ordens in verschiedenen Städten. Nach der Aufhebung des Jesuitenordens (1773) zog er sich nach Modena zurück, wo er um 1780 starb.
Gravina verfasste u. a. folgende philosophisch-theologischen Traktate:
- Conclusiones theologicae-critico-ethicae de usu et abusu opinionis probabilis, Palermo 1752
- Conclusiones polemicae de quinque Jansenianorum erroribus in haereses vergentibus, Palermo 1755
- Trattenimenti apologetici sul probabilismo di G. M. Gravina, 3 Bände, Palermo 1755

Ferner veröffentlichte Gravina ein Schullehrbuch der Philosophie (Ratio tradendae philosophiae in scholis provinciae Siculae Soc. Jes., Palermo 1754). Er beendete und publizierte auch die Abhandlung des Jesuiten Benedetto Plazza von Syrakus über das Paradies (Dissertatio anagogica, theologica, parenetica de paradiso, Palermo 1762), die vielfachen Anstoß erregte und von Seiten der atheistischen Philosophen eine Spottschrift Francesco Caros (Lettere indirizzata in nome del doge della republica degli Apisti al Rev. de’ Solipsi) veranlasste. In dem Werk verfasste Gravina eine Einleitung und mehrere Kapitel, darunter De electorum hominum numero respectu hominum reproborum, welches das Missfallen der Kirchenoberen erregte und per Dekret der Glaubenskongregation vom 22. Mai 1772 auf den Index gesetzt wurde.
Gravina übersetzte ferner den Wegweiser Croisets für Jesuitenpensionäre aus dem Französischen ins Italienische (Istruzioni pe’ Signori convittori de’ Padre Gesuiti, Palermo 1735) und erläuterte ihn mit Anmerkungen zum Nutzen seiner Landsleute. In hohem Ansehen stand bei den Ordensgenossen sein Erbauungsbuch für Jesuiten (Jesuita rite institutus piis exercitationibus SS. Patris Ignatii de Loyola, 2 Bände, Palermo 1746). Statistisch wichtig ist sein Bericht über die aus den Raubstaaten in einem Zeitraum von gut 30 Jahren zurückgekehrten Sizilianer, die in die Sklaverei geraten waren (Catalogo de’ Siciliani redenti dalla schiavitù de’ Barbari dall’ anno 1720 sino ad Agosto 1754, Palermo 1755).